# Maliha Hamidou
Maliha Hamidou (en arabe : مليحة حميدو), née dans le quartier de Bab-El-Hadid à Tlemcen en 1942 et morte, criblée de balles 13 avril 1959, est une militante nationaliste algérienne durant la guerre d'Algérie.

## Biographie
Scolarisée à l'école de la place el Khadem puis au lycée de jeunes filles de sa ville natale, elle reçoit également une éducation religieuse et en langue arabe à la médersa Dâr El Hadîth. C'est durant ces années qu'elle se forge une âme révolutionnaire. Malgré son jeune âge, Maliha devient secrétaire de la cellule combattante de Sidi Chaker. Son rôle est de collecter le renseignement et de surveiller les mouvements des troupes coloniales. La maison familiale devient le lieu de refuge et de transit des combattants algériens en partance vers le Maroc.
Prête à tout, ayant toujours une arme dans son cartable, la jeune fille participe à des attentats en milieu urbain. Le 13 avril 1959, à une heure du matin, elle est arrêtée par la DST. Le lendemain, sa mère se rendit à la morgue pour identifier un corps criblé de balles et portant des traces de torture. Maliha Hamidou n'avait que 17 ans. Maliha Hamidou est inhumée au cimetière de Cheikh Senouci à Tlemcen. Le lycée ainsi que la cité universitaire de jeunes filles de Tlemcen sont baptisés au nom de cette militante.